# Harald Almgren
Nils Oskar Harald Almgren (i riksdagen kallad Almgren i Norrahammar), född 21 februari 1909 i Barnarps församling, Jönköpings län, död 22 april 1974 i Norrahammar, var en svensk metallarbetare och politiker (s).
Almgren var ledamot av riksdagens andra kammare 1953-1970, invald i Jönköpings läns valkrets. I riksdagen skrev han 20 egna motioner företrädesvis om sociala frågor som pensioner och stöd åt handikappade. En motion gällde flygplatsen i Jönköping. En interpellation om undersökningar beträffande det sk THX-preparatet.